# Coreopsis gigantea
El coreopsis gigante (Coreopsis gigantea) es una planta leñosa perenne nativa de California y Baja California. El tallo es un tronco de 1-2 m de altura y 4-10 cm de diámetro. Con brillantes hojas verdes y flores que se encuentran en la parte superior del tronco, el resto del tronco está desnudo. Las flores son amarillas, parecidas a las margaritas, de 6-20 cm. Es una planta caducifolia, dejando su tronco desnudo en verano.

## Distribución
Se distribuye en el sur de California de la costa central, norte y en el centro de Baja California, en las Islas del Canal, y más al sur, en la isla de Guadalupe, México. Se limita a las zonas libres de heladas, ya que su pulpa es suculenta. El almacenamiento de agua la hace una planta tolerante a la sequía, pero especialmente susceptibles a las heladas.

## Descripción
El tallo de la Coreopsis gigantea' tiene un tronco de hasta 1 metro (3.3 pies) de altura y de 4-10 centímetros (1.6-3.9 pulgadas) de diámetro. La planta puede alcanzar 4 pies (1.2 m) de alto por 2 pies (0.61 m) de ancho. Es caducifolio en verano, dejando un tronco desnudo escultórico y ramas durante la estación seca.
Las hojas y flores de color verde brillante se encuentran en la parte superior del tronco, el resto del tronco está desnudo.
Las numerosas flores son amarillas, tipo margarita, de 6-20 cm de diámetro. Florece en la primavera y principios del verano.

## Cultivo
La planta es muy resistente a la sequía. Se necesita un buen drenaje, no es tolerante al exceso de agua, y debe recibir un mínimo de agua durante el verano.